# Dorfkirche Biesdorf (Wriezen)

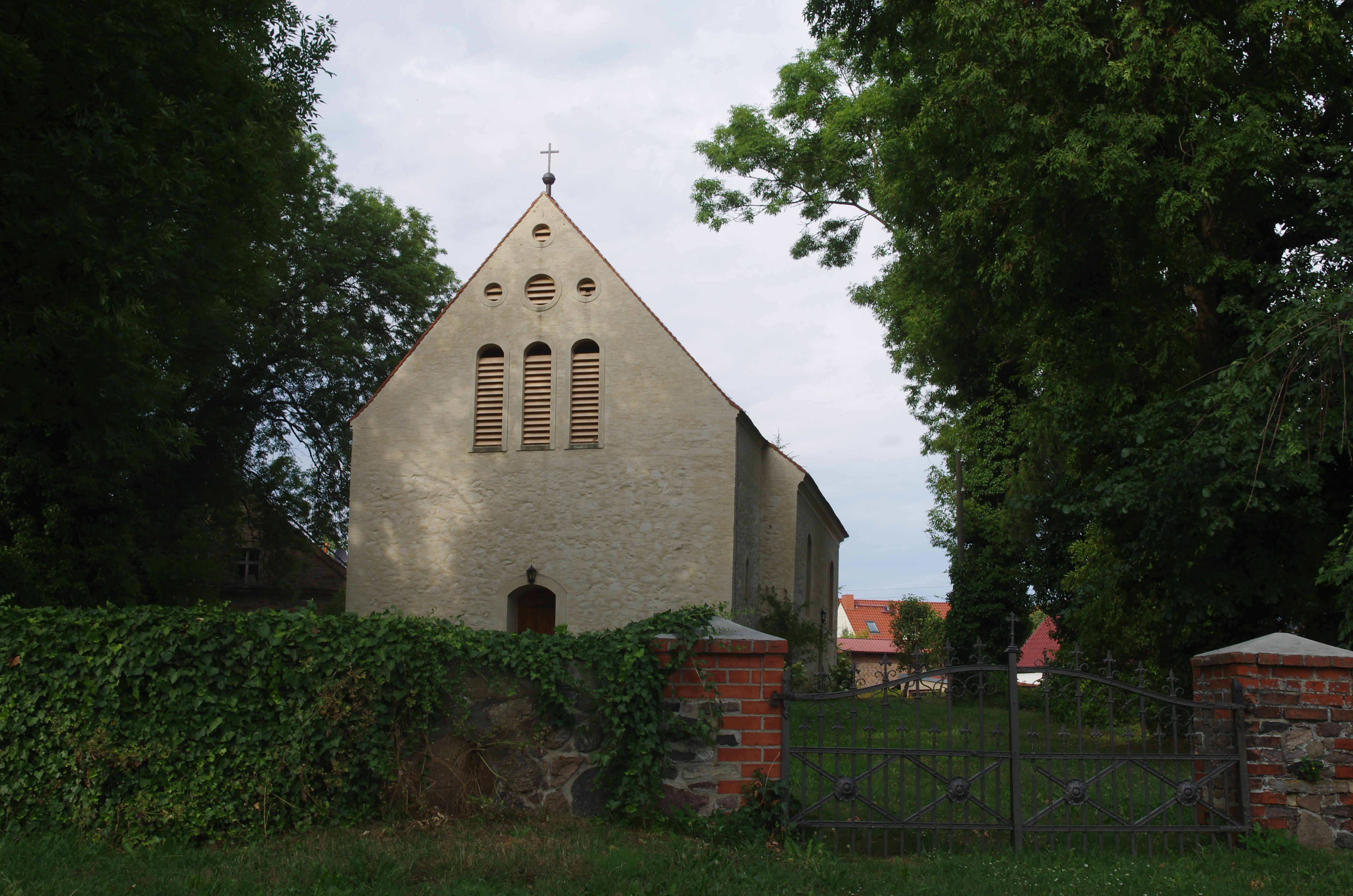
Dorfkirche Biesdorf

Die evangelische, denkmalgeschützte Dorfkirche Biesdorf steht in Biesdorf, einem Ortsteil der Stadt Wriezen im Landkreis Märkisch-Oderland in Brandenburg. Die Kirche gehört zum Kirchenkreis Oderland-Spree der Evangelischen Kirche Berlin-Brandenburg-schlesische Oberlausitz.

## Beschreibung
Die Kirche wurde zwischen 1301 und 1400 erbaut. Diese erste Kirche war ein einfacher Bau aus verputzten Feldsteinen.
Die Grafen der Mark Brandenburg schenkten 1272 das Dorf Biesdorf dem Kloster Friedland, das Patronatsrecht über die Kirche ging dabei auf das Kloster über. Im Dreißigjährigen Krieg brannte die Kirche aus, Ende des 17. Jahrhunderts wurde mit dem Wiederaufbau begonnen. Für den Neubau wurden Teile des alten Mauernwerks mit einbezogen, diese sind zum Teil noch immer sichtbar. Die Kirchenausstattung im Innenraum wurde ebenfalls erneuert, z. B. wurden der Kanzelaltar, die Kirchenbänke, und eine Empore eingebaut. Das neue Kirchengebäude ist eine Saalkirche und wurde 1719 fertiggestellt. Die Orgel wurde 1860 eingebaut, 1823 wurde der Kirchturm bis zur Dachhaut abgebrochen. Nachdem die Kirche immer weniger genutzt worden war und zu verfallen begonnen hatte, wurde die wurmstichige Ausstattung Anfang der 1970er Jahre ausgeräumt. Zwei zinnerne Altarleuchter, die damals 500 Jahre alte Glocke und die Orgel blieben erhalten.
Von 2006 bis 2008 wurde die Kirche mit finanziellen Mitteln der Landeskirche und des Kirchenkreises sowie bürgerlichem Engagement saniert. Hierbei wurden Fußböden, Dach, Fenster und die noch vorhandenen Einbauten erneuert.
Von dem ersten Kirchenbau des Spätmittelalters sind heute noch die erwähnten Mauerreste sowie die Glocke erhalten. Von dem Bau von 1719 sind das Gebäude sowie die Orgel erhalten.
Die Orgel auf der Empore hat acht Register, ein Manual und ein angehängtes Pedal. Sie wurde 1860 von Georg Mickley gebaut.

## Belege
1. ↑  Eintrag zur Denkmalobjektnummer 09180368 in der Denkmaldatenbank des Landes Brandenburg
2. ↑  Historische Informationen zur Dorfkirche Biesdorf
3. ↑  Information zur Orgel

Koordinaten: 52° 42′ 53″ N, 14° 4′ 17,8″ O